# Вернон-Веллі (Нью-Джерсі)
Вернон-Веллі (англ. Vernon Valley) — переписна місцевість (CDP) в США, в окрузі Сассекс штату Нью-Джерсі. Населення — 1491 особа (2020).

## Географія
Вернон-Веллі розташований за координатами 41°14′32″ пн. ш. 74°29′10″ зх. д. / 41.24222° пн. ш. 74.48611° зх. д. (41.242167, -74.486047).  За даними Бюро перепису населення США в 2010 році переписна місцевість мала площу 7,01 км², з яких 6,93 км² — суходіл та 0,07 км² — водойми.

## Демографія
Згідно з переписом 2010 року, у переписній місцевості мешкало 1626 осіб у 545 домогосподарствах у складі 472 родин. Густота населення становила 232 особи/км².  Було 577 помешкань (82/км²).
Расовий склад населення:
| - 96,3 % — білих - 1,2 % — азіатів - 0,2 % — чорних або афроамериканців - 0,1 % — корінних американців |

До двох чи більше рас належало 1,6 %. Частка іспаномовних становила 4,9 % від усіх жителів.
За віковим діапазоном населення розподілялося таким чином: 24,1 % — особи молодші 18 років, 67,3 % — особи у віці 18—64 років, 8,6 % — особи у віці 65 років та старші. Медіана віку мешканця становила 41,6 року. На 100 осіб жіночої статі у переписній місцевості припадало 99,3 чоловіків;  на 100 жінок у віці від 18 років та старших — 97,1 чоловіків також старших 18 років.
Середній дохід на одне домашнє господарство  становив 96 755 доларів США (медіана — 78 478), а середній дохід на одну сім'ю — 107 553 долари (медіана — 81 111). За межею бідності перебувало 3,1 % осіб, у тому числі 3,2 % дітей у віці до 18 років та 3,8 % осіб у віці 65 років та старших.
Цивільне працевлаштоване населення становило 777 осіб. Основні галузі зайнятості: освіта, охорона здоров'я та соціальна допомога — 23,3 %, науковці, спеціалісти, менеджери — 16,3 %, роздрібна торгівля — 14,4 %.